# Kastenhaus Beilngries

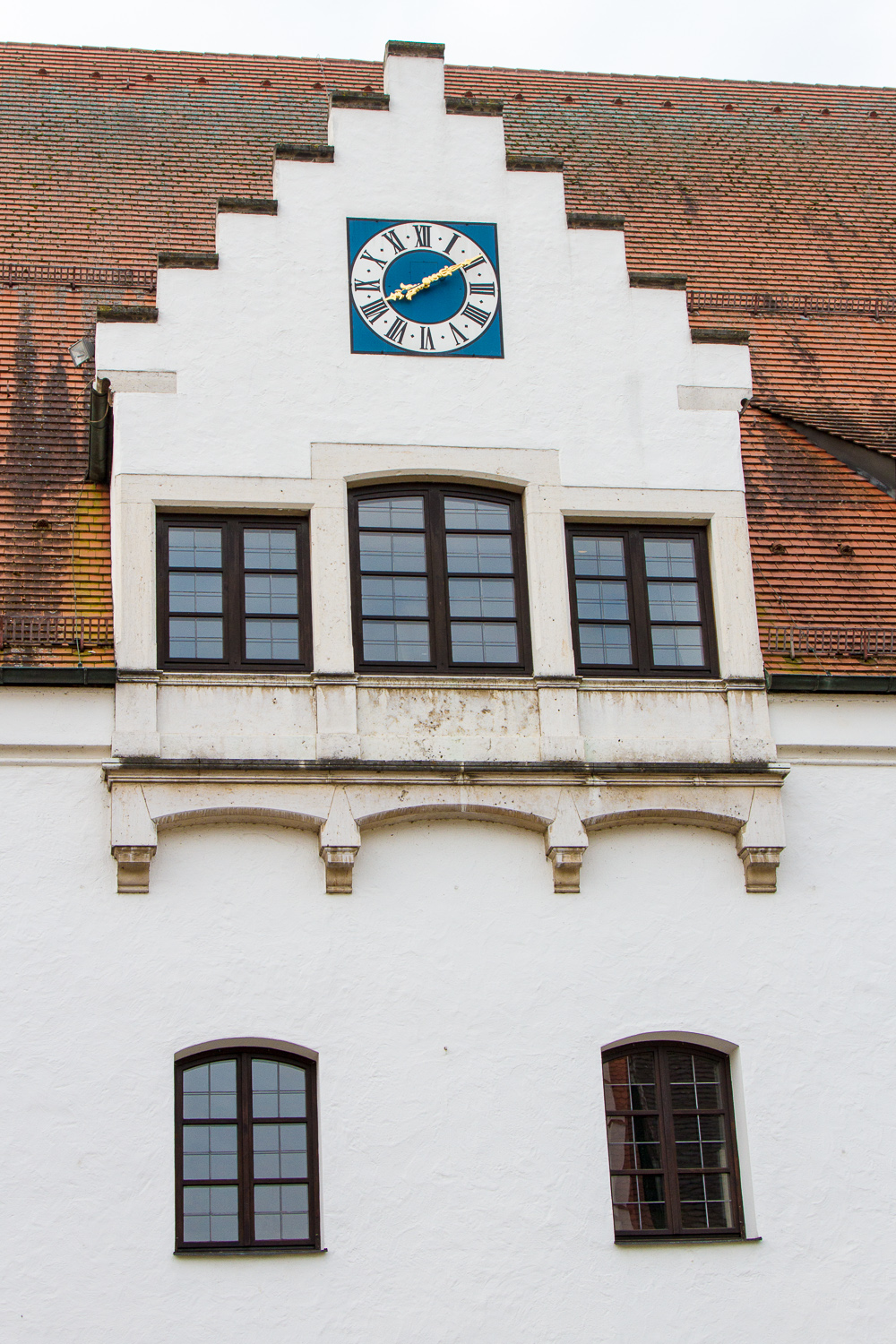
Kastenhaus mit Zwerchgiebel in Beilngries

Das Kastenhaus in Beilngries, einer Stadt im oberbayerischen Landkreis Eichstätt, wurde im Kern um 1450 errichtet. Das Kastenhaus an der Hauptstraße 14 ist ein geschütztes Baudenkmal.
Der freistehende zweigeschossige Steildachbau mit Treppengiebel und einem Zwerchgiebel zur Straßenfassade wurde im 17. Jahrhundert umgebaut. Er wurde 1975 im Inneren entkernt und wird seitdem als Haus des Gastes genutzt.